# Francisco Villa (Chiapas)
Francisco Villa es una localidad del estado mexicano de Chiapas. Es parte del municipio de Villaflores.

## Toponimia
El nombre de la localidad rinde homenaje a Francisco Villa, héroe de la Revolución mexicana.

## Demografía
| Gráfica de evolución demográfica |
|                                  |

| Censo | Población |
| ----- | --------- |
| 1940  | 86        |
| 1950  | 219       |
| 1960  | 809       |
| 1970  | 490       |
| 1980  | —         |
| 1990  | 1 048     |
| 2000  | 1 123     |
| 2010  | 1 360     |
| 2020  | 1 380     |